# Centre international de conférences Abdou Diouf
Le Centre international de conférences Abdou Diouf (CICAD) est un centre de congrès et de spectacles situé dans la ville de Diamniadio au Sénégal. Le 02 avril 2024, Centre international de conférences Abdou Diouf abrite l'Investiture de Bassirou Diomaye Faye.

## Description
Le Centre international de conférences Abdou Diouf  est bati sur environ 1,5 hectare, et compporte de nombreuses salles. Il abrite des conférences, colloques, séminaires, ateliers et expositions culturelles.
Le centre est inauguré lors du 15ᵉ sommet de la francophonie en décembre 2014. Il porte le nom d’Abdou Diouf, président du Sénégal de 1981 à 2000.

## Équipements
Le Centre international de conférences Abdou Diouf est construit sur 14.700 m² et possède :
- 1 Salle principale d’une capacité de 1500 personnes.
- 6 salles VIP, de 100 m2 chacune.
- 8 enceintes de traduction simultanée.
- 1 centre d’exposition.
- Restaurant VIP de 210 places.
- Restaurant de 260 places.
- Centre Media de 120 places.
- Parking de 200 places.